# Grankottskinnbagge
Grankottskinnbagge (Gastrodes abietum) är en insektsart som beskrevs av Ernst Evald Bergroth 1914. Enligt Catalogue of Life ingår grankottskinnbagge i släktet Gastrodes och familjen Rhyparochromidae, men enligt Dyntaxa är tillhörigheten istället släktet Gastrodes och familjen fröskinnbaggar. Arten är reproducerande i Sverige. Inga underarter finns listade i Catalogue of Life.